# Смелов, Сергей Петрович
Сергей Петрович Смелов (1894—1972) — советский учёный-луговод, доктор биологических наук, лауреат Сталинской премии.

## Биография
Один из первых и ближайших учеников академика В. Вильямса. С 1922 года работал в Государственном луговом институте (в последующем — ВНИИ кормов имени В.Вильямса): научный сотрудник, начальник отдела лугов и пастбищ, зав. лабораторией.
В 1920—1930-е годы был руководителем многолетних экспедиций ГЛИ по изучению лугов различных районов СССР. С 1936 года посвятил свою деятельность изучению биологии луговых злаков.
Автор капитальной монографии «Биологические основы луговодства».
Одновременно с работой в НИИ преподавал в ТСХА.
Профессор, доктор биологических наук.
Лауреат Сталинской премии 1948 года. Деньги перечислил Качалкинской семилетней школе при Институте кормов для приобретения учебных и наглядных пособий.

## Научные труды
- Смелов, Сергей Петрович. Теоретические основы луговодства [Текст] / С. П. Смелов. — Москва : Колос, 1966. — 367 с. : ил. ; 22 см.